# Oligostachyum gracilipes
Oligostachyum gracilipes là một loài thực vật có hoa trong họ Hòa thảo. Loài này được (McClure) Ye & Wang mô tả khoa học đầu tiên năm 1990.